# Suffield, Norfolk
Suffield är en civil parish i Storbritannien.   Den ligger i grevskapet Norfolk och riksdelen England, i den sydöstra delen av landet, 180 km nordost om huvudstaden London. Antalet invånare är 138. Arean är 5,9 kvadratkilometer.
Terrängen i Suffield är mycket platt.